# Jean de Beaumetz

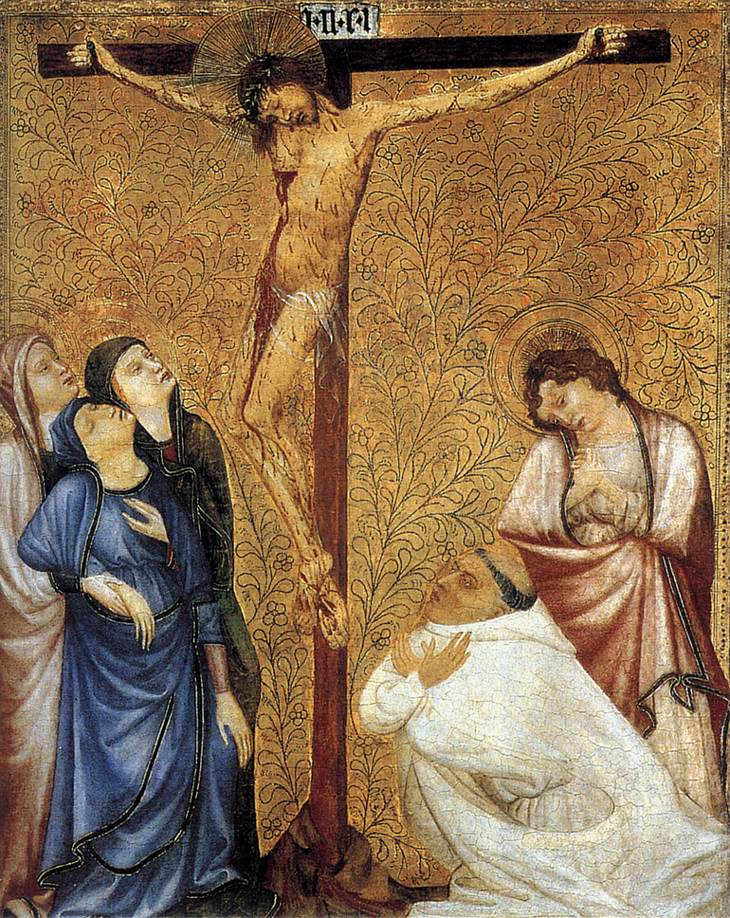
Kreuzigung mit den drei Marien, Johannes und einem Kartäusermönch, um 1390–1395, Eiche mit Leinen bespannt, 56,5 × 45,5 cm, Cleveland Museum of Art.

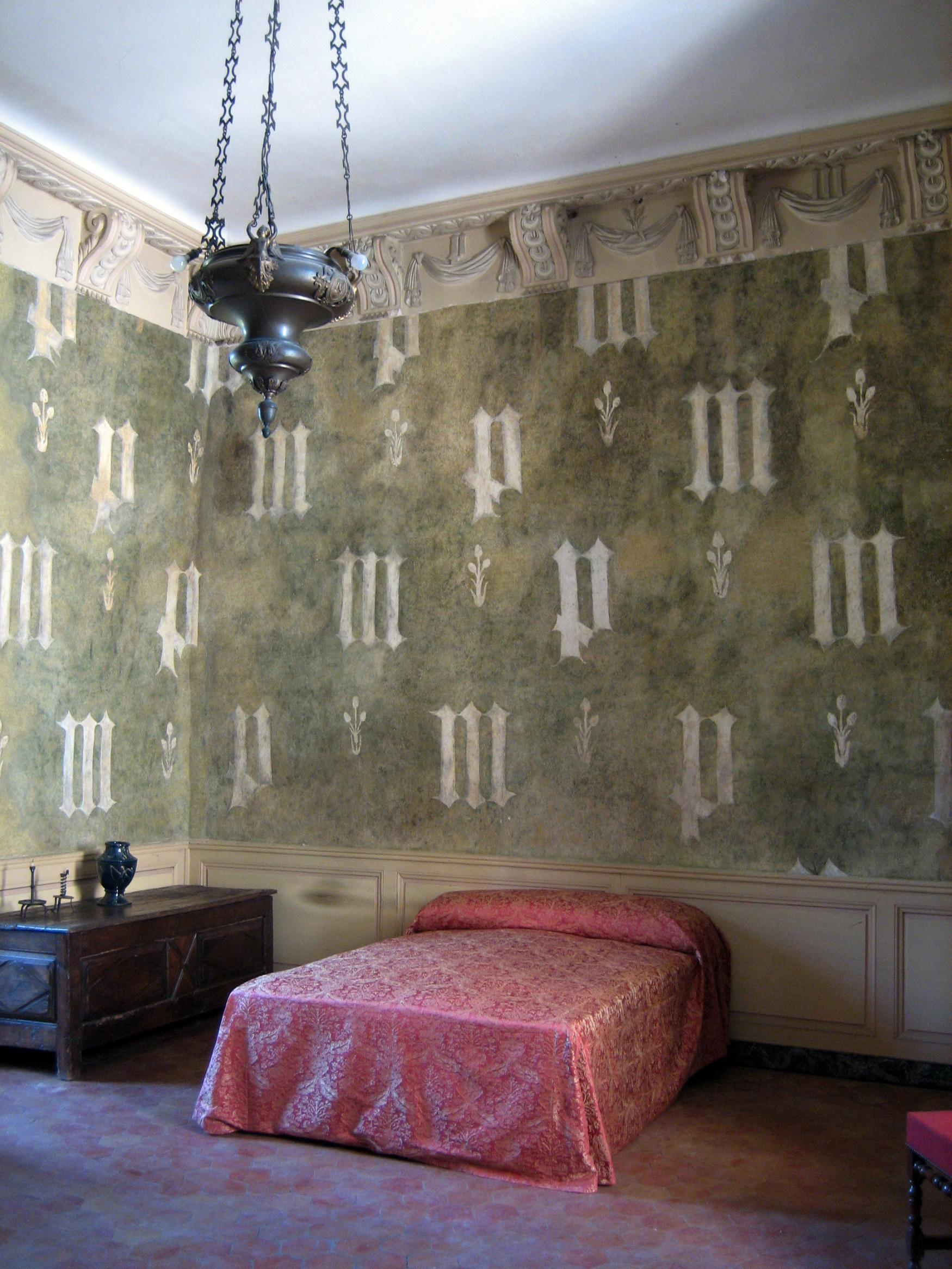
Wandmalereien von 1389 im Ankleidezimmer der Margarete von Bayern auf Schloss Germolles, entworfen und umgesetzt von der Werkstatt des Jean de Beaumetz

Jean de Beaumetz (* um 1335; † 1396) war ein Maler und Dekorateur des Spätmittelalters.

## Leben und Wirken
Jean de Beaumetz ist als Maler und Kammerdiener am Hofe Philipp des Kühnen in den Quellen greifbar und war dort von 1376 bis etwa 1395 angestellt. Für das Oberhaupt des burgundischen Herrscherhauses hat er zahlreiche Malereien und Inneneinrichtungsentwürfe angefertigt wie zum Beispiel für die Kapelle des 1590 zerstörten Schlosses von Argilly.
Zwei Kreuzigungsszenen mit drei Marien, Johannes und jeweils einem Karthäusermönch (heute im Cleveland Museum of Art und dem Musée du Louvre in Paris) wurden bereits 1955 mit einem Auftrag Philipps an die gehilfenreiche Werkstatt von Jean de Beaumetz für die neu geplante Grablege der burgundischen Herzöge, die Kartause Champmol in Dijon, verbunden. Bestellt wurde ein ganzes Set kleinformatiger Malereien für die Mönchszellen. Die Anzahl der bezahlten und ausgelieferten Tafeln variiert zwischen 24 und 26, wobei 24 Mönche (und somit Zellen) für die Kartause nachgewiesen sind. Da Leim und Grundierkreide erst im August 1390 der Werkstatt bereitgestellt wurden und für Mai 1395 ein Goldschmied mit dem den Herstellungsprozess abschließenden Blattgoldauftrag betraut wurde, markieren diese Daten die Entstehungszeit der Tafeln. Die erhaltenen Tafeln wurden wohl von zwei unterschiedlichen Malern ausgeführt. Beide Werkstattarbeiten weisen eine stilistische Nähe zu anderen Malereien am burgundischen Hof auf wie zum Beispiel zur großen, runden Pietà (vor 1404), die Jean Malouel zugeschrieben wird.
Zeitgleich zu den Andachtsbildern für die Kartäusermönche arbeitete Jean auch an der Privatkapelle des Herzogs mit.
Auf Schloss Germolles haben sich einige Wandmalereien des Künstlers erhalten.